# 신 정무문 2
《신 정무문 2》(중국어: 漫畫威龍)는 1992년에 개봉한 1991년작 주성치 주연의 코믹 액션 영화 신 정무문의 속편이다.

## 한국판 성우진(SBS) (2002년 1월 24일)
- 김환진 - 유정(주성치)
- 손정아 - 우피의 고모(소방방)
- 조진숙 - 아민(장민)
- 김관진 - 소사(종진도)
- 오인성 - 우피(진백상)
- 손원일 - 정횡도(원화)
- 황윤걸 - 유정의 코치(원규)
- 주유랑 - 주주(매소혜)
- 김태훈 - 주주의 아버지(곡봉)
- 김혜경 - 주주의 숙모(오완의)
- 김태웅 - 할아버지(백문표)
- 석원희 - 경찰(원덕)
- 장성호 - 고기잡이(승은)